# Rehainviller
Rehainviller is een gemeente in het Franse departement Meurthe-et-Moselle (regio Grand Est). De plaats maakt deel uit van het arrondissement Lunéville. Rehainviller telde op 1 januari 2022 1.053 inwoners.

## Geografie
De oppervlakte van Rehainviller bedroeg op 1 januari 2022 5,64 vierkante kilometer; de bevolkingsdichtheid was toen 186,7 inwoners per km².

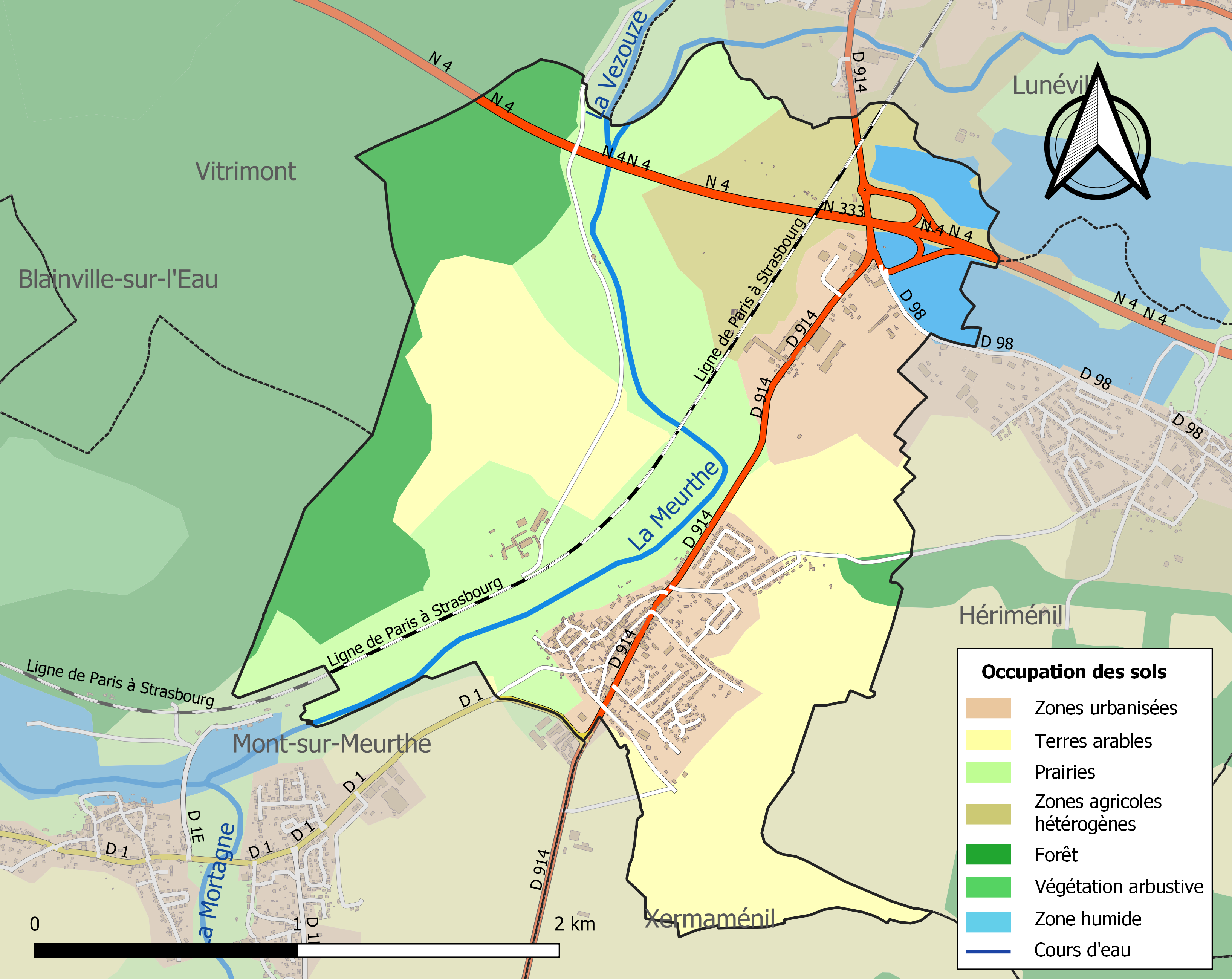
Kaart van de gemeente met de belangrijkste infrastructuur, bodemgebruik en omliggende gemeenten

## Demografie
Onderstaande figuur toont het verloop van het inwonertal (bron: INSEE-tellingen).